# Krystyna Przybylska (ekonomistka)
Krystyna Maria Przybylska – polska ekonomistka, profesor nauk ekonomicznych.

## Życiorys
W 1980 obroniła pracę doktorską pt. Ekonomiczne przyczyny i konsekwencje zatrudnienia obcej siły roboczej w EWG (1958-1976), której promotorem był dr hab. Wawrzyniec Wierzbicki w 2001  habilitowała się na podstawie pracy zatytułowanej Determinanty zagranicznych inwestycji bezpośrednich w teorii ekonomicznej. Empiryczna weryfikacja czynników lokalizacji zagranicznych inwestycji bezpośrednich w Czechach, Polsce i na Węgrzech. W 2014 uzyskała tytuł profesora nauk ekonomicznych. Pracowała na Uniwersytecie Ekonomicznym w Krakowie.
Jest zatrudniona w Wyższej Szkole Ekonomicznej w Bochni.